# Manel Comas
Pour les articles homonymes, voir Comas (homonymie).
Manel Comas (né le 29 novembre 1945 à Tiana, en Catalogne, Espagne, et mort le 17 juin 2013 d'un cancer du poumon à Tiana,) est un entraîneur espagnol de basket-ball.
Il a remporté ses plus grands succès avec la Joventut de Badalone, le CAI Zaragoza, équipes qu'il a entraînées à deux reprises, et le Taugrés Vitoria. Avec la Joventut, Comas a remporté la Coupe Korać en 1981. Avec Taugrés, il a remporté la Coupe d'Espagne en 1995 et la Coupe des coupes en 1996.
Manel Comas est l'entraîneur ayant le plus de victoires en championnat d'Espagne (392), juste derrière Aíto García Reneses.

## Clubs entraînés
- Basquet Badalone
- CC Badalone: 1977-1979. assistant de Aíto García Reneses.
- CB Mollet : 1979-1980.
- Joventut Badalone : 1980-1981.
- CB Santa Coloma : 1983-1985.
- CB Saragosse : 1985-1987.
- Granollers EB : 1987-1990.
- CB Saragosse : 1990-1992.
- Cáceres CB : 1992-1993.
- Saski Baskonia : 1993-1997.
- FC Barcelone : 1997.
- Cáceres CB : 1997-1998.
- Bàsquet Manresa : 1999-2000.
- Joventut Badalone : 2000-2003.
- CB Valladolid : 2003-2004.
- CB Murcie : 2006.
- Baloncesto Séville : 2006-2007.
- Baloncesto Séville : 2008-2008